# Башня Алор-Сетара
Башня Алор-Сетара (порт. Menara Alor Setar) — четырёхэтажная телекоммуникационная башня высотой 165,5 м расположенная в столице штата Кедах Алор-Сетаре (Малайзия). В своё время она была третьей по высоте башней в Малайзии. Башня — самое высокое сооружение в штате и городе.
Кроме выполнения роли телекоммуникационной башни, она также является туристической достопримечательностью Алор-Сетара. В башне также находятся несколько ресторанов и сувенирный магазин. Она также является обсерваторией, с которой можно наблюдать за полумесяцем, отмечающим начало мусульманских месяцев, таких как рамадан, шавваль и зу-ль-хиджа.
Смотровая площадка находится на высоте 88 м от основания конструкции. Кроме того, смотровая площадка находится на высоте 105 м, а антенная вышка — на высоте 50,5 м.

## История
До строительства башни самым высоким сооружением в Кедахе была гостиница Holiday Villa Alor Setar высотой 114,7 м. Holiday Villa была построена в 1994 году в центре Алор-Сетара и была вторым сооружением в Северном регионе полуостровной Малайзии, преодолевшим стометровую высоту после высотного здания Komtar в Пенанге. Строительство Башни Алор-Сетара было начато в 1994 году и завершено в 1995 году. Она превзошла Holiday Villa Alor Setar, став третьей в Северном регионе полуостровной Малайзии, преодолевшей 100 м. Башня Алор-Сетара была завершена в 1996 году и открыта 14 августа 1997 года премьер-министром Махатхиром Мохамадом. После завершения строительства Башни Алор-Сетар в городде развернулось активное строительство множества высотных и малоэтажных зданий, включая Amansuri Residences, Aman Central Mall, SADA Tower, G Residence Alor Setar, VIVRE Residence, AS100 и AMEX Alor Mengkudu.

## Описание
Общая высота башни составляет 165,5 м, что делает её третьей по высоте телекоммуникационной башней в Малайзии после Башни Куала-Лумпура (421 м) и Kuantan-188 (188 м). Дизайн башни Алор Сетар вдохновлён прозвищем штата Кедах «Джелапанг Пади», которое относится к географическому ландшафту штата, в котором преобладают ряды рисовых полей, а структура башни представляет собой связанные рисовые гроздья («Серумпун Пади»), в то время как главная центральная колонна, поддерживающая конструкцию башни, подразумевает традиционную в малайском строительстве сияющую, или материнскую, колонну («Тианг Сери»), символизируя силу народа Кедаха Дарул Аман.

## Gallery

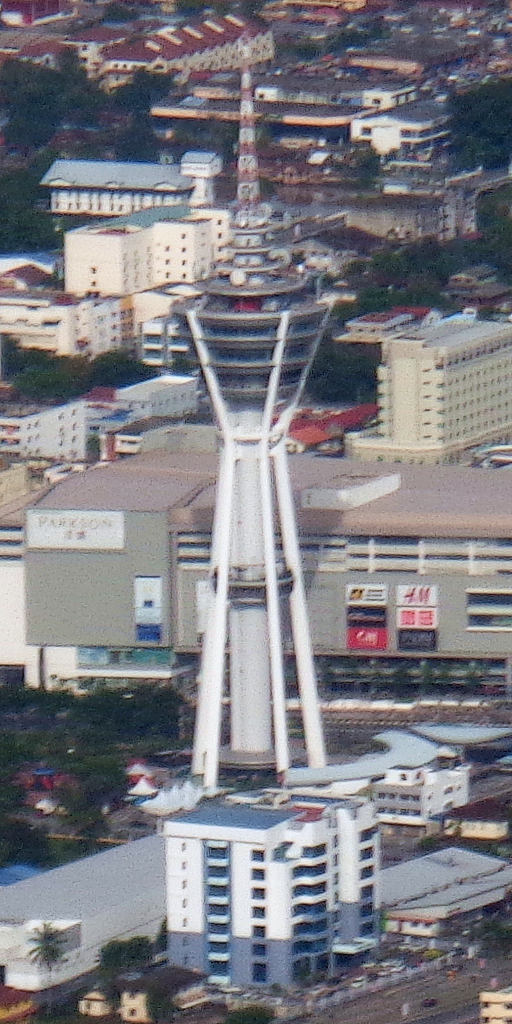
С высоты птичьего полёта
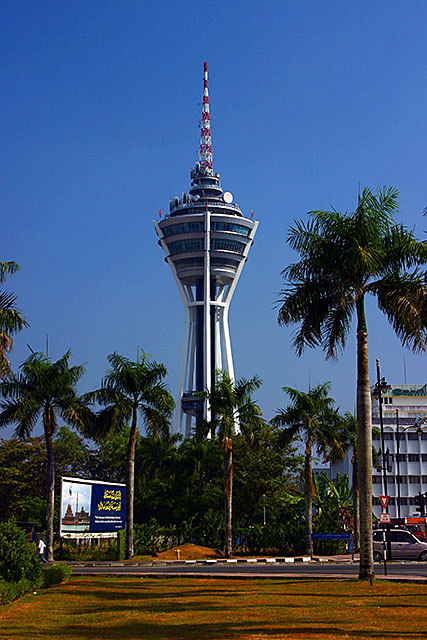
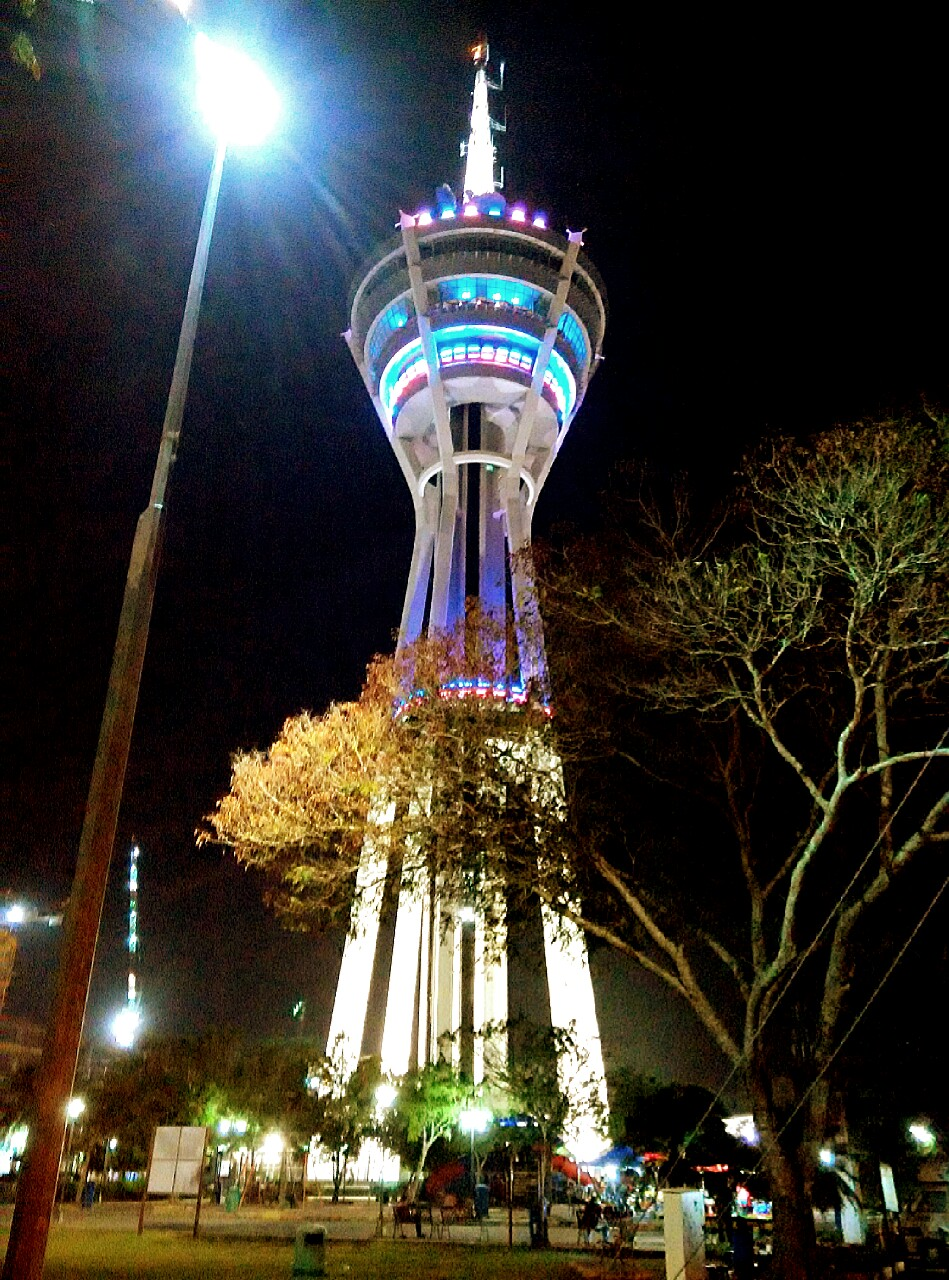
Ночной вид
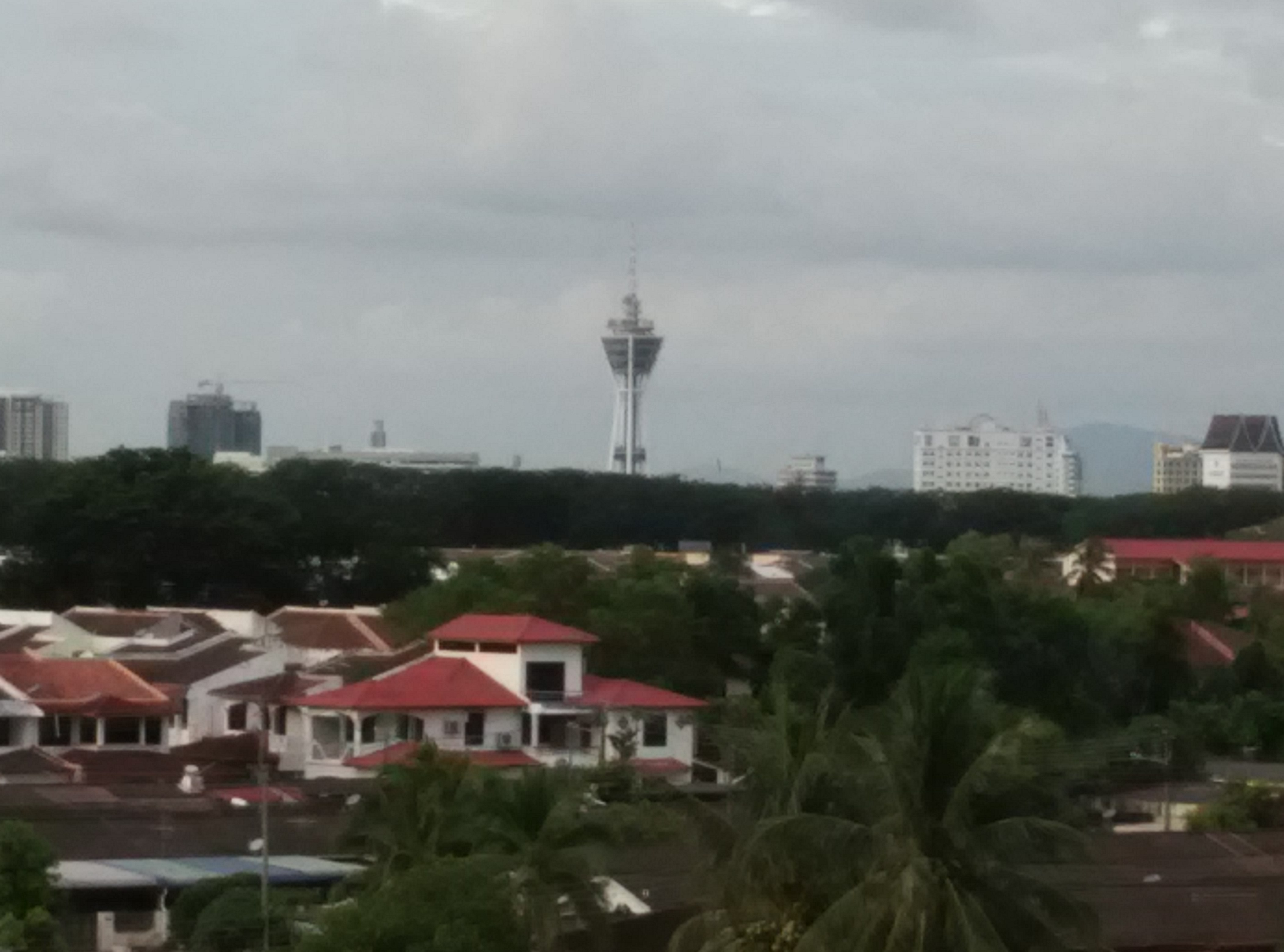
Башня в панораме города
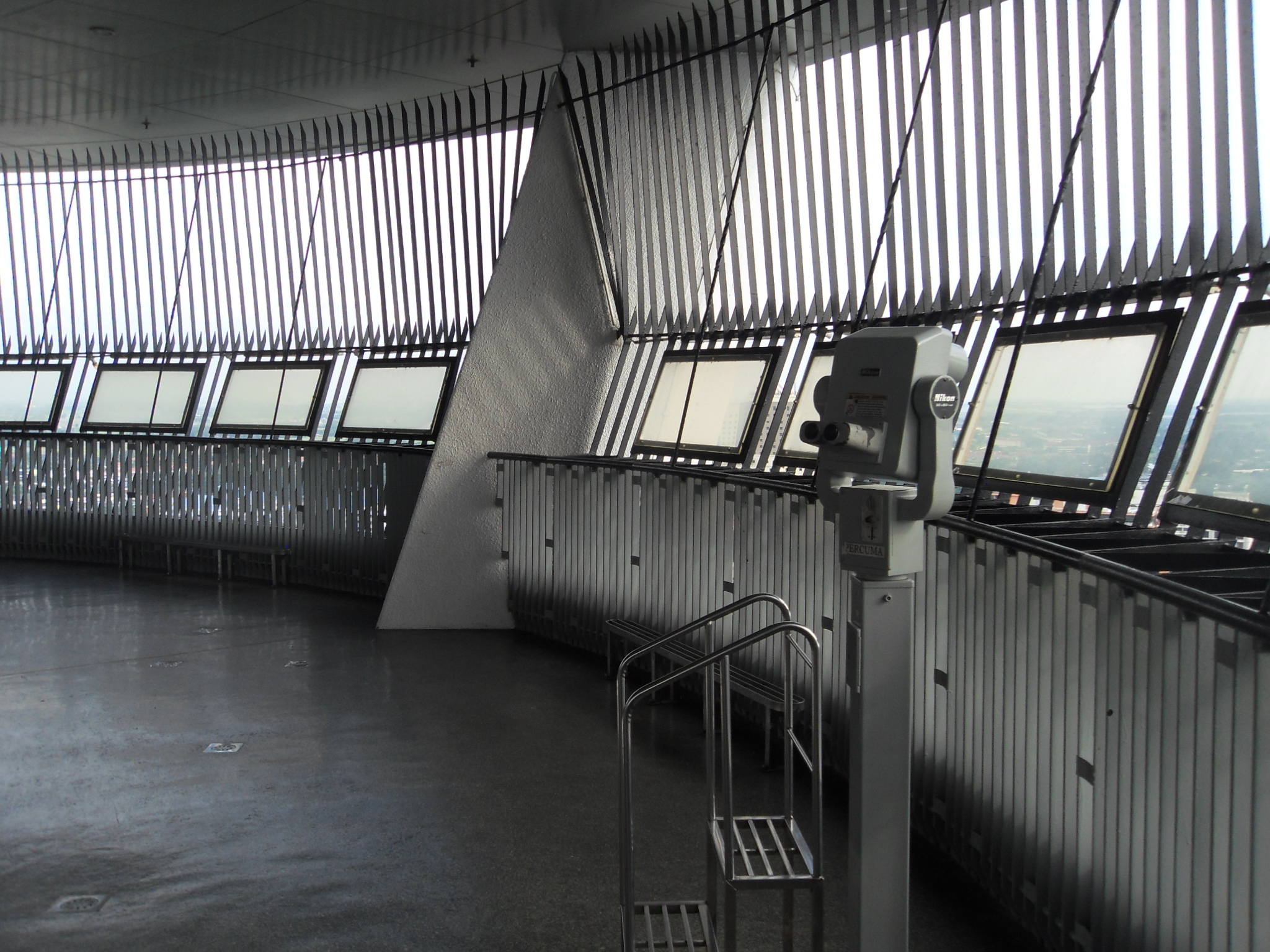
Смотровая площадка